# Orimarga (Orimarga) coracina
Orimarga (Orimarga) coracina is een tweevleugelige uit de familie steltmuggen (Limoniidae). De soort komt voor in het Neotropisch gebied.